# La mujer (cuento)
La Mujer es el título de un cuento de Juan Bosch. El cuento de “La Mujer” es una tragedia rural dominicana. Redactada en 1932 cuando el autor tenía 23 años. Publicado en la Revista Bahoruco.Índice de la mujer
El cuento está dividido en cuatro partes:
1. Descripción de la carretera
2. Descripción de las razones por la que la mujer está tirada en medio de la carretera.
3. Se desarrolla un suceso en el que convergen todos los personajes.
4. Desenlace abrupto.

La mujer es una tragedia rural dominicana y muestra claramente el abuso de Chepe hacia su mujer.
Sin importarle escuchar al niño llorar.
Pero también es una cuestión inaudita la reacción de la mujer, cuando Quico llega a salva que ella hace es ¡pegarle ahí mismo...!
El cuento se desarrolla en una zona rural, en la cual se destaca un ambiente de pobreza y hambre, también vemos como, al parecer, era una zona árida y calurosa.

## Producción literaria del autor
- Camino Real
- La Mañosa
- Ocho Cuentos
- El oro y la paz
- Indios
- Mujeres en la vida de Hostos
- Cuba, la isla fascinante
- La mujer
- Dos pesos de agua
- Lucero
- El cobarde
- Chucho
- Piloncito
- Sombras
- La verdad
- La pulpería
- El niño
- Chepe

```
la mañosa                                                                                                                                                                                     Entre otros..
```

## Personajes
CHEPE: Agricultor, marido de la mujer con la que tenía un hijo, se ausentaba del hogar para trabajar la tierra por algunos días.  algunas cabras locas, de las cuales vendía su leche. Chepe era muy violento.
LA MUJER: Compañera de Chepe, era sumisa y fiel a su marido, y a su vez capaz de todos los sacrificios.
EL NIÑO: Muy pequeño, lloraba desesperado al ver su madre siendo maltratada.
QUICO: Quien llega a la mercado en el momento en el que la mujer ha recibido una golpiza de su marido. Trata de ayudarla, y al ver al Chepe que trata de golpearla nuevamente, Quico se pelea cuerpo a cuerpo con Chepe, pero Quico es atacado por la mujer de Chepe, y quien al parecer muere por el golpe que ésta le da en la cabeza con una piedra.
- Datos: Q5967443